# Adam Lambert

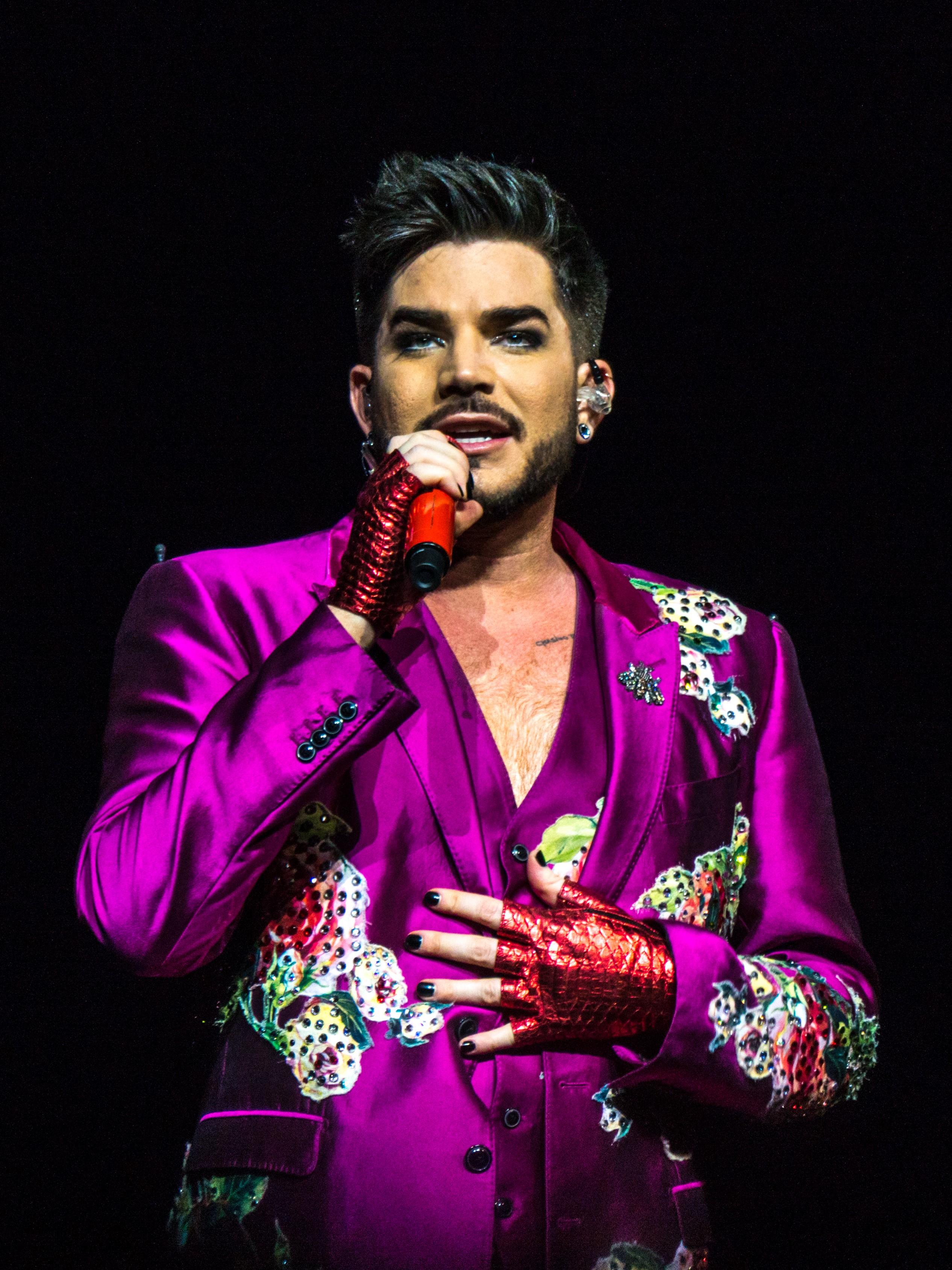
Adam Lambert (2017)

Adam Mitchel Lambert (* 29. Januar 1982 in Indianapolis, Indiana) ist ein US-amerikanischer Sänger, Songwriter und Musicaldarsteller. 2009 belegte er in der 8. Staffel von American Idol den zweiten Platz und verkaufte bis 2011 über fünf Millionen Tonträger. Seit 2012 ist er Sänger der Rockband Queen. 

## Privatleben
Lambert wurde 1982 in Indianapolis als Sohn von Leila und Eber Lambert geboren und wuchs im Stadtteil Rancho Peñasquitos in San Diego in Kalifornien auf. Er hat einen jüngeren Bruder und besuchte die High School. Von November 2010 bis April 2013 war er mit dem finnischen Reporter und Reality-TV-Star Sauli Koskinen liiert.

## Karriere
2003 lebte Lambert rund ein halbes Jahr in Berlin und trat dort im Musical Hair auf. 2004 spielte er an der Seite von Val Kilmer in Los Angeles den Joshua im Musical The Ten Commandments. Mit dem Ensemble tourte er auch durch Europa. 2012 gewann er bei Billboard.com die Wahl zum „Music’s Sexiest Man“. 2013/2014 war er in der 5. Staffel der Serie Glee als Elliott Gilbert zu sehen, in der er auch mehrere Songs sang. 2014 hatte er einen Gastauftritt in der 3. Staffel der Serie Pretty Little Liars. 2016 spielte er die Rolle des Eddie in der Musical-Neuverfilmung The Rocky Horror Picture Show: Let’s Do the Time Warp Again.
2018 hatte er einen Cameo-Auftritt als Trucker und Liebhaber von Freddie Mercury im Queen-Biopic Bohemian Rhapsody.

### American Idol
Lambert sang in San Francisco vor. Während der gesamten achten Staffel von American Idol war er ein Favorit der Jury und bekam gute Kritiken. Am 19. Mai 2009 unterlag er im Finale Kris Allen.

#### Auftritte

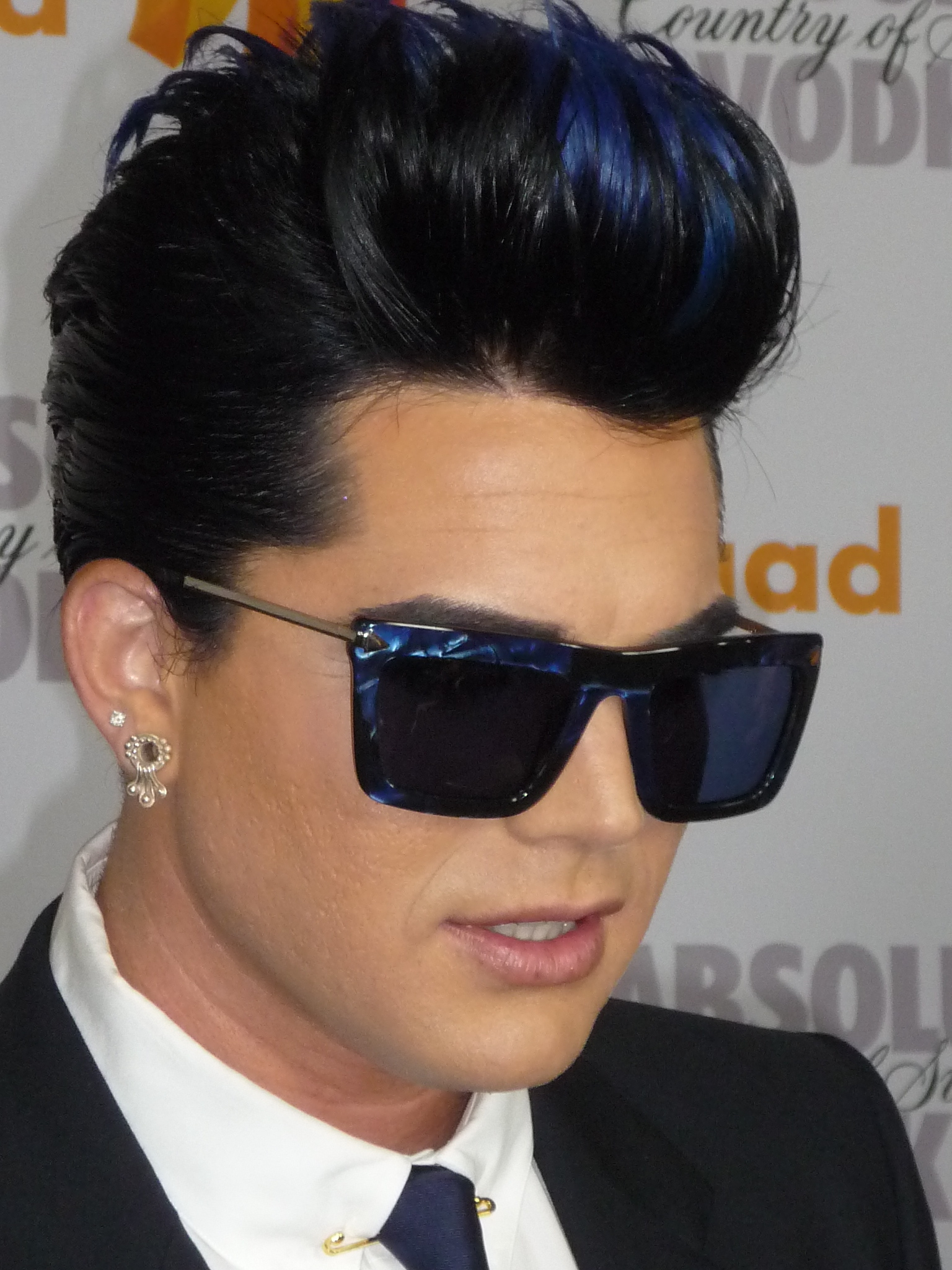
Adam Lambert (2010)

| Show       | Lied                                              | Originalinterpret                                 |
| ---------- | ------------------------------------------------- | ------------------------------------------------- |
| Audition   | Bohemian Rhapsody                                 | Queen                                             |
| Hollywood  | What’s Up Some Kind of Wonderful (Gruppe) Believe | 4 Non Blondes Soul Brothers Six Cher              |
| Top 36 (2) | (I Can’t Get No) Satisfaction                     | The Rolling Stones                                |
| Top 13     | Black or White                                    | Michael Jackson                                   |
| Top 11     | Ring of Fire                                      | Johnny Cash                                       |
| Top 10     | The Tracks of My Tears                            | The Miracles                                      |
| Top 9      | Play That Funky Music                             | Wild Cherry                                       |
| Top 8      | Mad World                                         | Tears for Fears                                   |
| Top 7 (1)  | Born to Be Wild                                   | Steppenwolf                                       |
| Top 7 (2)  | If I Can’t Have You                               | Yvonne Elliman                                    |
| Top 5      | (I Am) Feeling Good                               | Sammy Davis junior                                |
| Top 4      | Whole Lotta Love Slow Ride (mit Allison Iraheta)  | Led Zeppelin Foghat                               |
| Top 3      | One Cryin’                                        | U2 Aerosmith                                      |
| Finale     | Mad World A Change Is Gonna Come No Boundaries    | Tears for Fears Sam Cooke Kris Allen/Adam Lambert |

### Zusammenarbeit mit Queen
2012 wurden zwei gemeinsame Auftritte mit Queen im Hammersmith Apollo bekanntgegeben. Beide Shows waren innerhalb von 24 Stunden ausverkauft. Die weiteren Liveauftritte von „Queen + Adam Lambert“ umfassten Open-Air-Konzerte in Kiew im Rahmen der Fußball-Europameisterschaft 2012, in Moskau und Breslau sowie drei Konzerte in London. 2014 war Lambert mit Queen auf Tour in Nordamerika, Asien sowie Australien und Neuseeland, 2015 in Europa und in Südamerika, wo auch Lamberts Ghost Town live dargeboten wurde. 
Im Dezember 2014 sagte Roger Taylor bei einem Pressegespräch: „Wir werden mit niemand anderem mehr arbeiten, nachdem wir mit dem großartigen Adam gearbeitet haben.“ 2016 gab es die Queen and Adam Lambert 2016 Summer Festival Tour. Von Juni 2017 bis Juli 2018 waren Queen und Lambert erneut auf weltweiter Tournee, von Mai bis Juli 2020 waren weitere europaweite Konzerte geplant, die wegen der COVID-19-Pandemie auf 2022 verschoben wurden.

## Diskografie
Studioalben

| Jahr | Titel                  | Höchstplatzierung, Gesamtwochen, AuszeichnungChartplatzierungen (Jahr, Titel, Platzierungen, Wochen, Auszeichnungen, Anmerkungen) | Höchstplatzierung, Gesamtwochen, AuszeichnungChartplatzierungen (Jahr, Titel, Platzierungen, Wochen, Auszeichnungen, Anmerkungen) | Höchstplatzierung, Gesamtwochen, AuszeichnungChartplatzierungen (Jahr, Titel, Platzierungen, Wochen, Auszeichnungen, Anmerkungen) | Höchstplatzierung, Gesamtwochen, AuszeichnungChartplatzierungen (Jahr, Titel, Platzierungen, Wochen, Auszeichnungen, Anmerkungen) | Höchstplatzierung, Gesamtwochen, AuszeichnungChartplatzierungen (Jahr, Titel, Platzierungen, Wochen, Auszeichnungen, Anmerkungen) | Anmerkungen                                                 |
| Jahr | Titel                  | DE | AT | CH | UK | US | Anmerkungen                                                 |
| ---- | ---------------------- | --- | --- | --- | --- | --- | ----------------------------------------------------------- |
| 2009 | For Your Entertainment | DE16 (9 Wo.)DE | AT22 (7 Wo.)AT | CH34 (10 Wo.)CH | UK36 Silber · (3 Wo.)UK | US3 Gold · (50 Wo.)US | Erstveröffentlichung: 23. November 2009 Verkäufe: + 737.353 |
| 2012 | Trespassing            | DE28 (1 Wo.)DE | AT28 (1 Wo.)AT | CH35 (2 Wo.)CH | UK16 (2 Wo.)UK | US1 (10 Wo.)US | Erstveröffentlichung: 11. Mai 2012                          |
| 2015 | The Original High      | DE20 (4 Wo.)DE | AT43 (1 Wo.)AT | CH23 (2 Wo.)CH | UK8 (4 Wo.)UK | US3 (15 Wo.)US | Erstveröffentlichung: 12. Juni 2015 Verkäufe: + 20.000      |
| 2020 | Velvet                 | DE77 (1 Wo.)DE | — | CH67 (1 Wo.)CH | UK54 (1 Wo.)UK | US89 (1 Wo.)US | Erstveröffentlichung: 20. März 2020                         |
| 2023 | High Drama             | DE20 (1 Wo.)DE | AT34 (1 Wo.)AT | CH27 (2 Wo.)CH | UK5 (2 Wo.)UK | US126 (1 Wo.)US | Erstveröffentlichung: 24. Februar 2023                      |

## Filmografie
- 2012: Pretty Little Liars (Fernsehserie)
- 2015: Glee (Fernsehserie, mehrere Gastauftritte)
- 2018ː Bohemian Rhapsody
- 2019: Playmobil – Der Film (Playmobil: The Movie, Stimme)
- 2023: Fairyland

## Film
- The Show Must Go On! Die Queen-Jahre mit Adam Lambert. Regie: Christopher Bird und Simon Lupton, Großbritannien, Arte, 2019